# Yuri
Yuri (jap. 百合, dosł. „lilia”), znany również jako girls’ love (jap. ガールズラブ gāruzu rabu) – wywodzący się z Japonii gatunek fikcji, przedstawiający intymne związki między kobietami. Choć zwykle jest kojarzony z lesbijstwem, w dziełach tego gatunku przedstawiane są również emocjonalne i duchowe relacje między kobietami, które niekoniecznie mają charakter romantyczny lub seksualny. Gatunek yuri najczęściej jest kojarzony z mangą i anime, choć termin ten bywa również używany w odniesieniu do gier komputerowych, light novel i literatury.

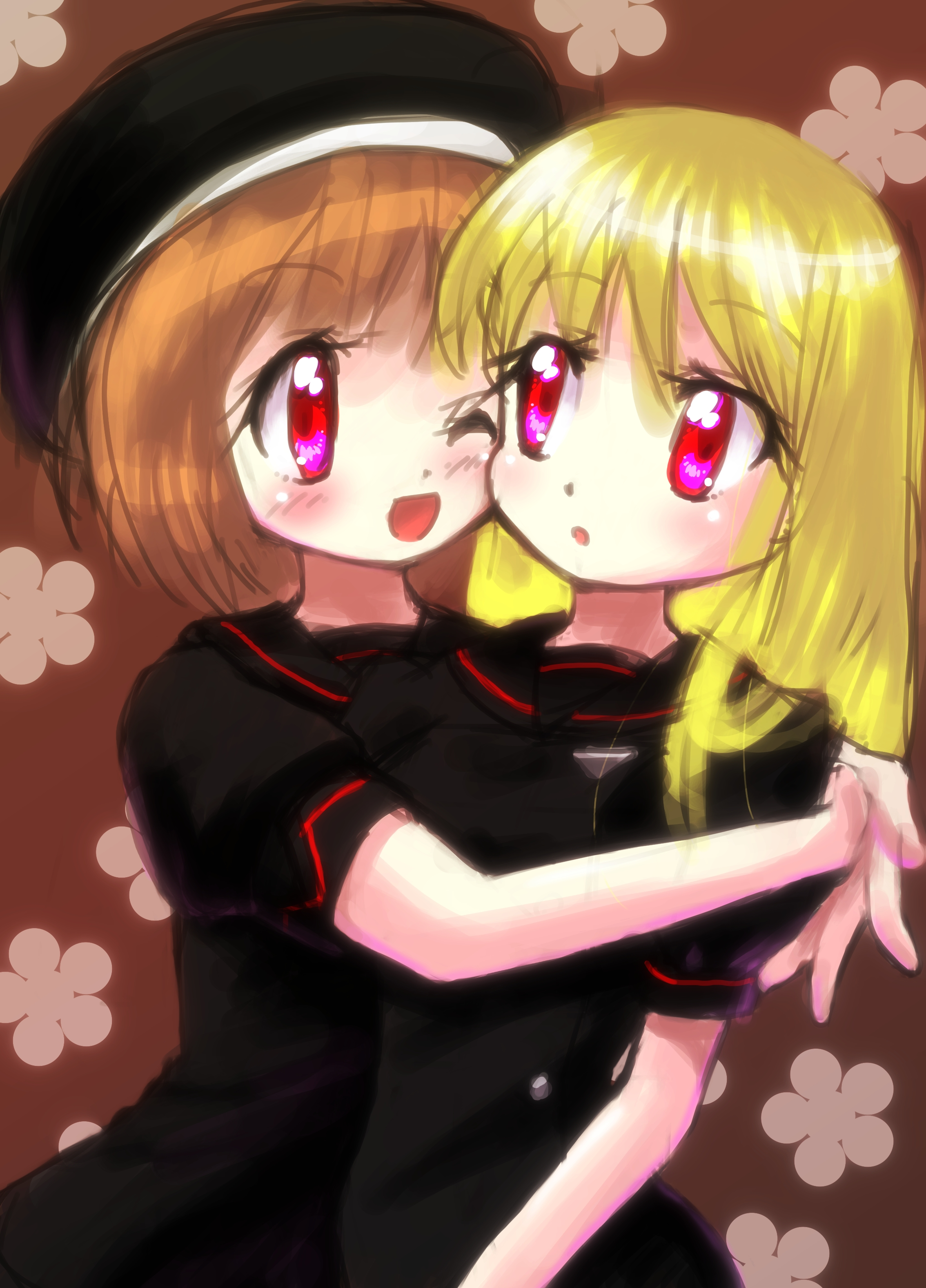
Przykład ilustracji inspirowanej gatunkiem yuri. Prace przedstawiające intymne relacje między koleżankami z klasy są powszechne w tym gatunku.

Wątki charakterystyczne dla gatunku yuri wywodzą się z japońskiej fikcji lesbijskiej z początku XX wieku, szczególnie z twórczości pisarki Nobuko Yoshiyi oraz literatury klasy S. Mangi przedstawiające kobiecy homoerotyzm zaczęły się pojawiać w latach 70. w pracach artystek związanych z Year 24 Group, zwłaszcza Ryōko Yamagishi i Riyoko Ikedy. W latach 90. gatunek ten zyskał na popularności, a w 2003 roku ukazał się pierwszy magazyn poświęcony wyłącznie tematyce yuri – „Yuri Shimai”. Dwa lata później pojawił się jego następca, „Comic Yuri Hime”, który przyczynił się do ujednolicenia terminu yuri jako jednego z gatunków wydawniczych oraz do rozwoju kultury fanów.
Jako gatunek, yuri nie jest skierowane do żadnej określonej płci, w przeciwieństwie do jego męskich homoerotycznych odpowiedników: yaoi (skierowanego do kobiet) i bara (skierowanego do mężczyzn). Chociaż yuri pierwotnie powstało jako gatunek skierowany do żeńskiej publiczności, z czasem zaczęły powstawać również prace skierowane do mężczyzn. Na przykład magazyn „Comic Yuri Hime S”, będący siostrzanym magazynem „Comic Yuri Hime”, był skierowany specjalnie dla męskiej publiczności.

## Terminologia i etymologia

### Yuri

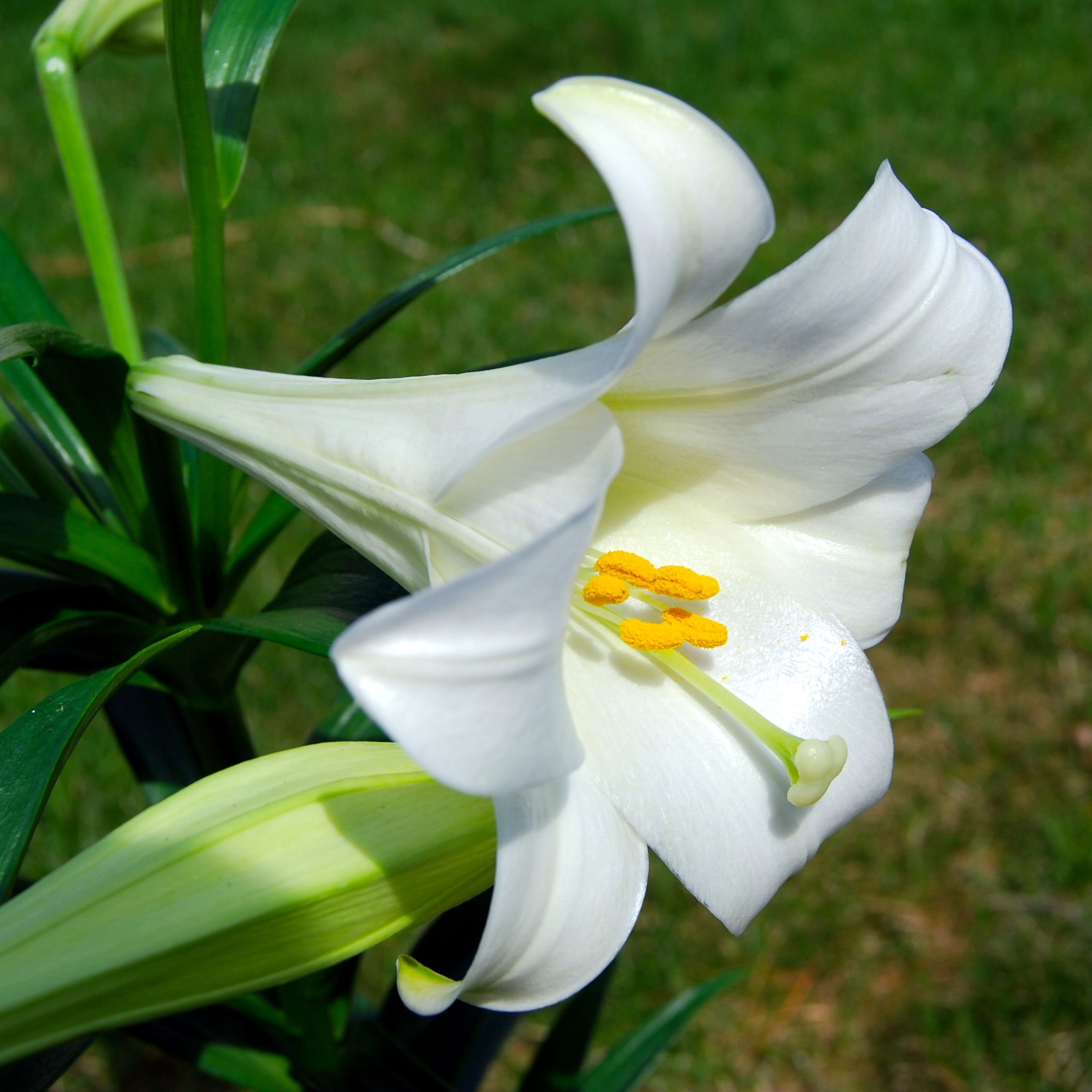
Biała lilia, de facto symbol gatunku yuri

Słowo yuri (jap. 百合), oznaczające „lilię”, jest stosunkowo powszechnym japońskim imieniem żeńskim. W literaturze japońskiej białe lilie były używane od czasów romantyzmu do symbolizowania piękna oraz czystości u kobiet i są de facto symbolem gatunku yuri.
W 1976 roku Bungaku Itō, redaktor gejowskiego magazynu dla mężczyzn „Barazoku” (jap. 薔薇族, dosł. „Plemię róż”), użył terminu yurizoku (jap. 百合族, dosł. „plemię lilii”) w odniesieniu do czytelniczek magazynu w kolumnie listów zatytułowanej „Yurizoku no heya” (jap. 百合族の部屋, dosł. „Pokój plemienia lilii”). Chociaż nie wszystkie kobiety, których listy pojawiły się w „Yurizoku no heya”, były lesbijkami i nie jest jasne, czy kolumna ta była pierwszym użyciem terminu yuri w tym kontekście, skojarzenie yuri z lesbijstwem rozwinęło się później. Na przykład w lipcu 1983 roku magazyn „Allan” (jap. アラン, Aran) zaczął publikować kolumnę z ogłoszeniami osobistymi o nazwie „Yuri tsūshin” (jap. 百合通信, dosł. „Liliowa komunikacja”), które były używane do komunikacji między „lesbijkami”.
Termin ten zaczął być kojarzony z lesbijską mangą pornograficzną w latach 90. XX wieku, zwłaszcza za sprawą magazynu „Lady’s Comic Misuto” (1996–1999), w którym często pojawiały się symboliczne kwiaty lilii. Na Zachodzie termin yuri początkowo był używany niemal wyłącznie do opisania pornograficznej mangi skierowanej do mężczyzn, przedstawiającej pary lesbijskie, jednak z czasem odszedł od pornograficznych konotacji i zaczął opisywać intymną miłość, seks lub emocjonalne więzi między kobietami. W połowie lat 2000. stał się szeroko rozpoznawalny jako nazwa gatunku przedstawiającego intymność między kobietami. Znacząco przyczyniło się do tego powstanie magazynów „Yuri Shimai” i „Comic Yuri Hime”, które skupiły się wyłącznie na publikacji mang yuri. Zachodnie użycie terminu yuri poszerzyło się na początku lat 2000. i przejęło konotacje z japońskiego użycia. Amerykańskie wydawnictwa, takie jak ALC Publishing i Seven Seas Entertainment, również przyjęły japońskie użycie terminu do sklasyfikowania wydawanej przez siebie lesbijskiej mangi.
W Korei i Chinach „lilia” jest używana jako zapożyczenie semantyczne z japońskiego użycia do opisania mediów przedstawiających romanse damsko-damskie, gdzie oba z krajów używają bezpośredniego tłumaczenia tego terminu – baekhap (kor. 백합) w Korei i bǎihé (chiń. upr. 百合) w Chinach.

### Girls’ love
Konstrukcja wasei-eigo „girls’ love” (jap. ガールズラブ, gāruzu rabu) i jej skrót „GL” zaczęły być używane przez japońskich wydawców na początku XXI wieku, prawdopodobnie jako antonim gatunku romansu męsko-męskiego – boys’ love (BL). Choć termin ten jest ogólnie uważany za synonim yuri, czasami jest używany do określenia mediów yuri, które zawierają wyraźne elementy erotyczne, czego przykładem jest antologia Girls Love opublikowana przez wydawnictwo Ichijinsha w 2011 roku. Jednak to rozróżnienie jest rzadko stosowane, a yuri i „girls’ love” są prawie zawsze używane zamiennie.

### Shōjo-ai
W latach 90. zachodni fani zaczęli używać terminu „shōjo-ai” (jap. 少女愛, dosł. „dziewczęca miłość”) w odniesieniu do dzieł yuri, które nie przedstawiają wyraźnego seksu. Jego użycie było wzorowane na zachodnim przywłaszczeniu terminu „shōnen-ai” (jap. 少年愛, dosł. „chłopięca miłość”) do opisania dzieł yaoi, które nie zawierają treści seksualnych. W Japonii termin shōjo-ai nie jest używany w tym znaczeniu, gdyż oznacza pedofilskie relacje między dorosłymi mężczyznami a dziewczętami, o podobnym znaczeniu do loliconu.

## Historia

### Przed rokiem 1970: literatura klasy S

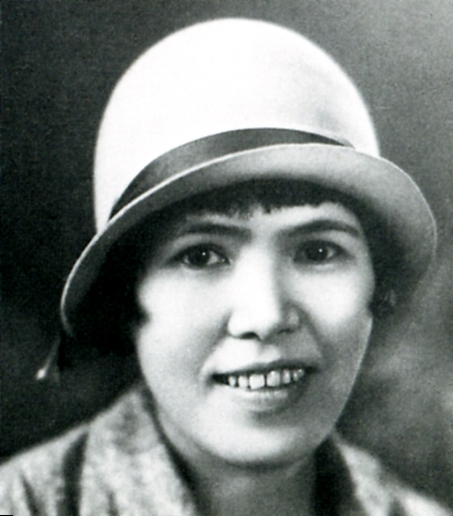
Pisarka Nobuko Yoshiya, której twórczość znacząco wpłynęła na gatunek yuri

Jedną z pierwszych japońskich autorek, które tworzyły utwory o miłości między kobietami, była Nobuko Yoshiya, powieściopisarka działająca w okresach Taishō i Shōwa. Yoshiya była pionierką japońskiej literatury lesbijskiej, w tym gatunku klasy S z początku XX wieku. Jej prace spopularyzowały wiele pomysłów i tropów, które przez lata napędzały gatunek yuri. Historie klasy S przedstawiają lesbijskie związki jako intensywnie emocjonalne, ale platoniczne relacje, które zwykle kończą się ukończeniem szkoły, poślubieniem mężczyzny lub śmiercią. Źródłem tego gatunku jest po części współczesne przekonanie, że miłość do osób tej samej płci była przejściową i normalną częścią kobiecego rozwoju prowadzącą do heteroseksualności i macierzyństwa. Klasa S rozwinęła się w latach 30. za pośrednictwem japońskich magazynów dla dziewcząt, ale podupadła w wyniku państwowej cenzury spowodowanej drugą wojną chińsko-japońską w 1937 roku. Chociaż homospołeczność między dziewczętami zaczęła pojawiać się ponownie w powojennych mangach shōjo (komiksach dla dziewcząt), klasa S stopniowo traciła na popularności na rzecz romansów damsko-męskich.
Historie klasy S tradycyjnie skupiają się na silnych więzach emocjonalnych pomiędzy senpai a kōhai lub w rzadkich przypadkach między uczennicą a nauczycielką. Akcja często rozgrywa się w prywatnych szkołach dla dziewcząt, które są przedstawiane jako idylliczny homospołeczny świat zarezerwowany dla kobiet. Dzieła z tego gatunku koncentrują się na pięknie i niewinności swoich protagonistek, co jest motywem, który pojawia się także w yuri. Trudno jednoznacznie sklasyfikować klasę S w kontekście yuri. Krytycy mieli różne podejścia do tego zagadnienia, uważając klasę S za gatunek odrębny od yuri, za „proto-yuri” lub element yuri.

### Lata 70. i 80.: „ciemny wiek”
W 1970 roku mangaka Masako Yashiro opublikowała shōjo-mangę zatytułowaną Secret Love (jap. シークレットラブ, Shīkuretto rabu), która opowiada o trójkącie miłosnym między dwiema dziewczynami a chłopcem. Publikacja ta jest uważana za pierwszą mangę, która przedstawia intymny związek między kobietami bez zaliczania się do klasy S. Niektórzy badacze uważają ją również za pierwsze dzieło z gatunku yuri. Ponieważ jednak zarówno Yashiro, jak i Secret Love są stosunkowo mało znane, a tytuł skupia się częściowo na romansie damsko-męskim, większość krytyków za pierwszą mangę yuri uznaje Shiroi heya no futari autorstwa Ryōko Yamagishi, która została opublikowana w 1971 roku . W latach 70. pojawiły się również mangi shōjo, w których występowały postacie transpłciowe i takie, które zacierają różnice między płciami poprzez cross-dressing, co było częściowo inspirowane przez Takarazuka Revue, całkowicie kobiecą trupę teatralną, w której męskie role odgrywają kobiety. Cechy te są najbardziej widoczne są w pracach Riyoko Ikedy, takich jak Róża Wersalu (1972–1973), Mój drogi bracie... (1975) i Claudine (1978). Niektóre shōnen-mangi z tego okresu także zawierały postacie lesbijskie, choć były one zazwyczaj przedstawiane jako fanserwis lub komiczny przerywnik.
Od lat 70. do początku lat 90. ukazało się około kilkunastu mang yuri, z czego większość w latach 70. Większość z nich to tragedie, skupiające się na skazanych na niepowodzenie związkach, kończących się rozłąką lub śmiercią . Ze względu na niewielką liczbę prac opublikowanych w tym okresie i ich ogólnie tragiczny charakter, magazyn „Yuri Shimai” określił lata 70. i 80. jako „ciemny wiek” yuri. Pojawiło się kilka teorii wyjaśniających tendencję do tragicznych narracji obecnych w tym okresie. Pisarz i tłumacz Frederik L. Schodt zauważył, że większość mang shōjo publikowanych w tym okresie była tragiczna, niezależnie od tego, czy były to yuri, czy nie . James Welker z Uniwersytetu Kanagawa stwierdził, że narracje te reprezentują formę „lesbijskiej paniki”, gdzie postać – a przez to i autorka – odrzuca swoje własne lesbijskie uczucia i pragnienia . Verena Maser zasugerowała, że upadek klasy S usunął jedyny kontekst, w którym możliwe były intymne związki między kobietami, podczas gdy według Yukari Fujimoto tragiczne zakończenia w historiach takich jak Shiroi heya no futari były spowodowane siłami patriarchalnymi .

### Lata 90.: popularność głównego nurtu

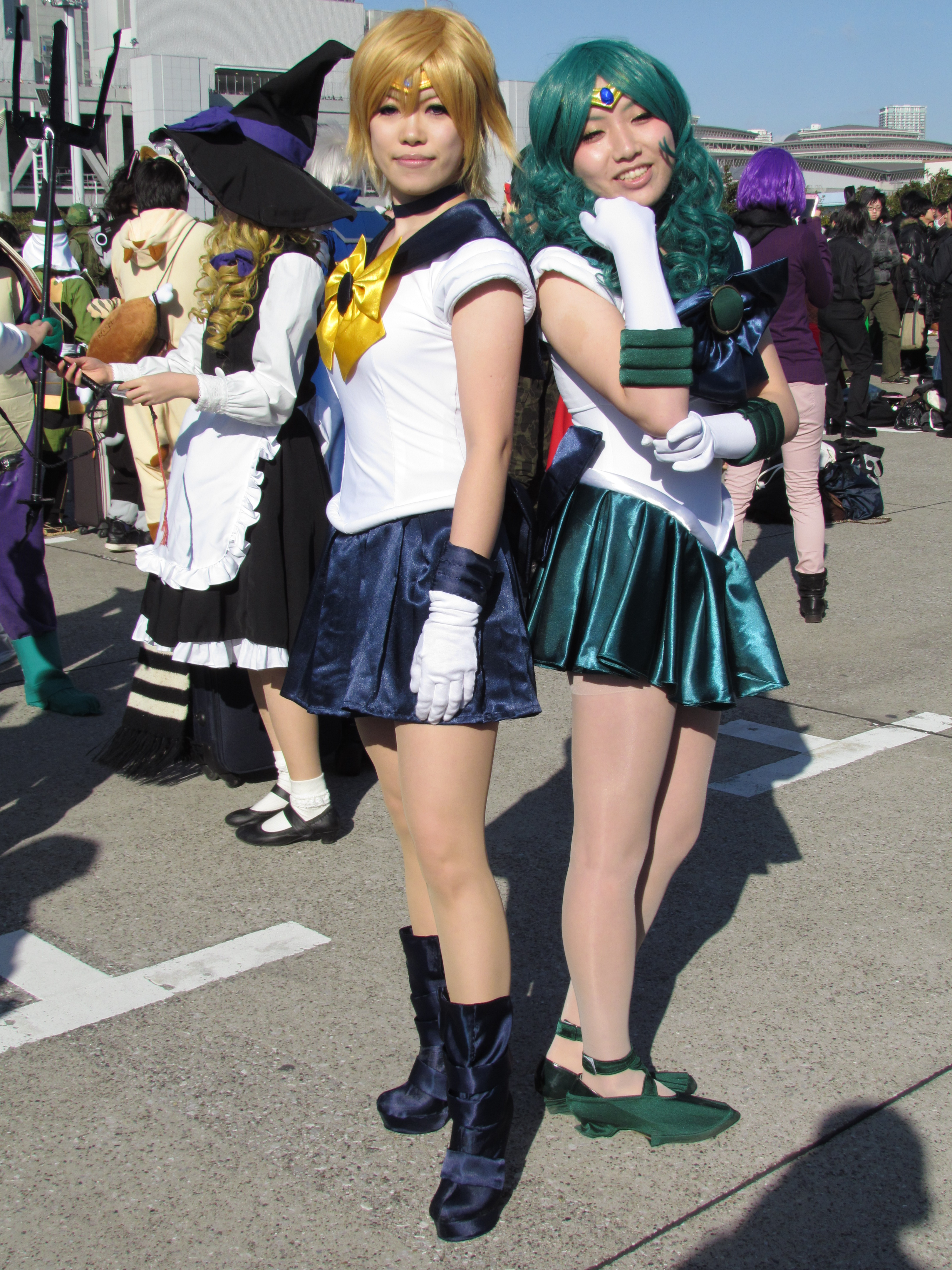
Cosplayerki przebrane za Czarodziejkę z Urana i Czarodziejkę z Neptuna z serialu anime Czarodziejka z Księżyca

W latach 90. formuła tragicznych historii w mandze straciła na popularności. W 1992 roku pojawiły się dwa ważne dla rozwoju gatunku yuri dzieła. Pierwszym z nich była manga Jukkai me no jukkai (1992) autorstwa Wakuni Akisato, która zaczęła odchodzić od stereotypowej dynamiki gatunku oraz od tragicznych zakończeń. Drugim była manga Czarodziejka z Księżyca (1991–1997) autorstwa Naoko Takeuchi oraz jej adaptacja anime (1992–1993). Związek między Czarodziejką z Urana a Czarodziejką z Neptuna odegrał ważną rolę w serii, ponieważ był pierwszym „pozytywnym” przedstawieniem związku lesbijskiego w głównym nurcie mangi i anime. Po sukcesie Czarodziejki z Księżyca zaczęły powstawać kolejne seriale i filmy z serii, a sama marka weszła do świadomości międzynarodowej publiczności, znacząco wpływając na gatunki shōjo i yuri. Uran i Neptun stały się popularnymi tematami dōjinshi (samodzielnie publikowanych mang, analogicznych do fan fiction) i przyczyniły się do rozwoju kultury yuri-dōjinshi.
Sukces Czarodziejki z Księżyca znacząco wpłynął na rozwój yuri w połowie lat 90., a mangi i anime o podobnej tematyce cieszyły się wówczas popularnością głównego nurtu. Reżyser Czarodziejki z Księżyca, Kunihiko Ikuhara, stworzył Rewolucjonistkę Utenę (1997–1999), serial anime, koncentrujący się przede wszystkim na romantycznych związkach między kobietami. W tym okresie nastąpiło również odrodzenie gatunku klasy S poprzez bestsellerową serię light novel Maria-sama ga miteru (1998–2004) autorstwa Oyuki Konno, która do 2010 roku rozeszła się w nakładzie 5,4 miliona egzemplarzy. Inną wybitną autorką tego okresu jest Kaho Nakayama, która aktywnie pisze od wczesnych lat 90., a jej prace przedstawiają historie miłosne między kobietami. W tym okresie pojawiły się również pierwsze japońskie magazyny skierowane specjalnie do lesbijek, z których wiele zawierało sekcje z mangami yuri. Przedstawiane w nich historie obejmowały różne stopnie treści seksualnych, od licealnych romansów po życie i miłość lesbijek.

### Lata 2000.: rozwój wydawnictw i kultury fanów
W odpowiedzi na rosnącą popularność historii skoncentrowanych na homospołeczności, homoerotyzmie i kobiecym homoseksualizmie, niektórzy wydawcy zaczęli wydawać magazyny mangowe poświęcone wyłącznie temu gatunkowi, zrzeszając się wokół yuri jako preferowanej nazwy tego gatunku, która była popularna w kulturze dōjinshi. W 2003 roku ukazały się pierwsze numery magazynów „Yuri Tengoku” i „Yuri Shimai”, które były poświęcone wyłącznie tematyce yuri. W 2005 roku pojawił się magazyn skierowany do kobiet – „Comic Yuri Hime”, a w 2007 roku magazyn dla mężczyzn – „Comic Yuri Hime S”. W 2010 roku oba zostały połączone w jeden magazyn – „Comic Yuri Hime”.
Historie w tych czasopismach dotyczyły szerokiej gamy tematów: od intensywnych emocjonalnych związków w mandze Voiceful (2004–2006), przez romanse między uczennicami o charakterze jednoznacznie seksualnym w Hatsukoi shimai (2003–2008), po realistyczne historie o miłości dwóch dorosłych kobiet w Rakuen no jōken (2007). Niektóre z tych motywów są również widoczne w pracach z tego okresu skierowanych do mężczyzn, niektóre z nich były zaś łączone z innymi gatunkami, takimi jak mecha i science fiction. Przykłady takich serii to Kapłanki przeklętych dni (2004–2005), Blue Drop (2004–2008) i Kashimashi: Girl Meets Girl (2004–2007). Ponadto, historie skierowane do mężczyzn mają tendencję do szerokiego wykorzystania postaci moe i bishōjo.
Publikacja magazynów poświęconych gatunkowi yuri wpłynęła na rozwój „kultury yuri”, która skłoniła artystów do tworzenia prac przedstawiających związki lesbijskie . Ponadto artykuły w tych magazynach przyczyniły się do rozwoju historii gatunku, oznaczając pewne wydane wcześniej dzieła jako yuri, tworząc w ten sposób „historyczny kanon gatunku yuri”. W szczególności, Verena Maser, analizując poszczególne numery magazynów „Yuri Shimai”, „Comic Yuri Hime” i „Comic Yuri Hime S”, ukazujących się w latach 2003–2012, zauważyła, że osiem z dziesięciu najczęściej cytowanych serii w czasopismach pochodzi sprzed sformalizowania yuri jako gatunku wydawniczego w 2003 roku: Apurōzu – Kassai (1981–1985), Sakura no sono (1985–1986), Czarodziejka z Księżyca (1992–1996), Cardcaptor Sakura (1996–2000), Rewolucjonistka Utena (1997–1999), Maria-sama ga miteru (1998–2012), Loveless (2002–obecnie) i Ichigo Mashimaro (2002–obecnie).

### Od lat 2010.: zróżnicowanie gatunkowe
Chociaż romanse o uczennicach pozostały popularne w latach 2010. i 2020., zwłaszcza serie takie jak Kase-san (2010–2017), Citrus (2012–2018), Gdy zakwitnie w nas miłość (2015–2019) i Cicha piosenka o miłości (2019–obecnie), prace yuri w tym okresie zaczęły obejmować nowe gatunki, motywy i materiały. W połowie lat 2010. yuri rozszerzyło się na gatunki takie jak science fiction i isekai, a także powstał podgatunek skupiający się na dorosłych kobietach, zwany shakaijin yuri (jap. 社会人百合, dosł. „członkini społeczeństwa yuri”). Rozwój platform cyfrowych takich jak Pixiv, Twitter i Shōsetsuka ni narō umożliwił tworzenie i szeroką dystrybucję prac w sposób inny niż publikacja w magazynach i dōjinshi. Przykładowo manga Moje lesbijskie doświadczenia w walce z samotnością (2016) została pierwotnie opublikowana jako komiks internetowy, podczas gdy serie fantasy Sexiled (2018–2019), Roll Over and Die (2018–obecnie) i Watashi no oshi wa akuyaku reijō. (2018–2021) zostały pierwotnie opublikowane jako powieści internetowe w serwisie Shōsetsuka ni narō, zanim zostały zaadaptowane na inne media. Bardziej widoczne stały się również historie yuri tworzone przez otwarcie lesbijskie autorki, jak na przykład Moje lesbijskie doświadczenia w walce z samotnością.

## Koncepcje i motywy

### Intymność między kobietami
Yuri jako gatunek przedstawia intymne relacje między kobietami, których zakres jest szeroko zdefiniowany jako obejmujący miłość romantyczną, intensywne przyjaźnie, miłość duchową i rywalizację. Chociaż lesbijstwo i gatunek yuri są powszechnie kojarzone, nie wszystkie postacie w mediach yuri są koniecznie homoseksualne. Welker zauważa, że ustalenie, czy postacie z gatunku yuri są lesbijkami, jest „bardzo skomplikowane”. Na pytanie, czy postać w danym yuri jest lesbijką lub biseksualistką, można odpowiedzieć tylko wtedy, gdy postać sama opisuje siebie w tych kategoriach, jednak większość yuri nie określa wprost orientacji seksualnej bohaterek, a zamiast tego pozostawia tę kwestię do interpretacji czytelnika. Rica Takashima stwierdziła, że fani z Zachodu i Japonii często mają różne oczekiwania co do poziomu intymności przedstawianego w yuri, co przypisuje różnicom kulturowym między obiema grupami. Zauważyła, że prace yuri, które cieszą się międzynarodową popularnością, są zazwyczaj dosadne i skupione na „słodkich dziewczynach całujących się ze sobą”, podczas gdy japońscy fani „mają skłonność do czytania między wierszami, wychwytywania subtelnych wskazówek i używania własnej wyobraźni do tkania bogatych gobelinów znaczeń z drobnych wątków”.

### Brak wyłączności gatunkowej i demograficznej
Choć yuri, od czasu jego pojawienia się w latach 70. XX wieku, jest historycznie i tematycznie związane z shōjo-mangą, prace z tego gatunku były publikowane dla wszystkich grup demograficznych – nie tylko dla dziewcząt (shōjo), ale także dla dorosłych kobiet (josei), chłopców (shōnen) i dorosłych mężczyzn (seinen). Shōjō-yuri zwykle skupia się na fantazyjnych, inspirowanych baśniami narracjach, które idolizują postacie „książęcych dziewcząt” inspirowane teatrem Takarazuka Revue, podczas gdy josei-yuri ma tendencję do przedstawiania lesbijskich par z większym stopniem realizmu. Z kolei shōnen i seinen-mangi mają tendencję do wykorzystywania yuri w celu przedstawiania związków między „niewinnymi uczennicami” a „drapieżnymi lesbijkami”. Czasopisma mangowe poświęcone wyłącznie yuri zwykle nie są kierowane do jednej konkretnej grupy demograficznej, przez co zawierają treści od romansów między uczennicami po treści o charakterze jednoznacznie seksualnym.
Często prace, które są postrzegane i klasyfikowane jako yuri w Japonii, nie są za takie uważane przez międzynarodową publiczność. Na przykład, podczas gdy na Zachodzie Czarodziejka z Księżyca jest uważana za serię mahō-shōjo z elementami yuri, w Japonii seria ta jest uznawana przez magazyny yuri za „monumentalne dzieło” tego gatunku. Przykład Czarodziejki z Księżyca dalej ilustruje, jak fani, a nie wydawcy czy twórcy, często decydują o tym, czy dane dzieło jest yuri; Czarodziejka z Księżyca nie została pomyślana jako manga lub anime yuri, ale „stała się tekstem yuri” w oparciu o to, jak dzieło zostało zinterpretowane i skonsumowane przez fanów yuri.

### Nieznaczne treści seksualne
Utwory yuri zazwyczaj nie przedstawiają graficznych scen seksu. W przeciwieństwie do yaoi, gdzie wyraźne przedstawienia aktów seksualnych są powszechne, a historie często kończą się stosunkiem analnym między głównymi bohaterami, akty seksualne w yuri rzadko są bardziej wyraźne niż pocałunki i pieszczoty piersi . Kazumi Nagaike z Uniwersytetu Ōita argumentuje, że to ogólne unikanie seksu „nie oznacza, że kobiece pożądanie seksualne jest zatarte” w yuri, ale raczej, że brak seksu „wyraźnie wynika z wagi, jaką przywiązuje się do duchowej więzi kobieta-kobieta” .

### „Crimson Rose i Candy Girl”
Większość historii yuri publikowanych w latach 70. i 80. była tragediami, skupiającymi się na skazanych na niepowodzenie związkach, kończących się rozłąką lub śmiercią. Yukari Fujimoto, badaczka mangi na Uniwersytecie Meiji, zauważa, że tragiczna fabuła Shiroi heya no futari stała się powszechnym archetypem opowieści yuri, który nazwała „Crimson Rose i Candy Girl”. Historie te przedstawiają „Candy”, fizycznie drobniejszą postać o jaśniejszych włosach i naiwnej osobowości, która podziwia „Rose”, wyższą koleżankę o długich ciemnych włosach i poważnym usposobieniu. Bohaterki łączy wspólne nieszczęście, zwykle wywodzące się z ich życia rodzinnego. Przywiązanie Candy i Rose staje się przedmiotem plotek, a nawet szantażu, nawet gdy Candy i Rose dojrzewają, by przyznać, że ich związek stał się romantyczny. Historia kończy się śmiercią Rose w celu ochrony Candy przed skandalem. Chociaż formuła tragicznych historii w yuri straciła na popularności w latach 90., archetypy Rose i Candy nadal wpływają na współczesne historie yuri, szczególnie te przedstawiające związki senpai i kōhai, czego przykładem jest manga Gdy zakwitnie w nas miłość.

### Tachi i neko
W japońskiej kulturze lesbijskiej, uczestniczki związku lesbijskiego czasami są określane jako tachi (jap. タチ, dosł. „góra”, wywodzące się z tachiyaku, męskiej roli w kabuki), co oznacza uczestniczkę aktywną, i neko (jap. ネコ, dosł. „kot”), co oznacza uczestniczkę uległą. To rozróżnienie jest porównywalne z rozróżnieniem seme i uke w yaoi lub z rozróżnieniem butch i femme w szerszej kulturze lesbijskiej. Postacie we współczesnym yuri rzadko odpowiadają tym dychotomiom , chociaż dynamika aktywnej i pasywnej partnerki, którą reprezentuje rozróżnienie tachi i neko, wciąż pojawia się w tym gatunku.

## Publikacje

### W Japonii
W połowie lat 90. i na początku XXI wieku niektóre japońskie lesbijskie magazyny lifestylowe zaczęły zamieszczać sekcje z mangą, w tym nieistniejące już czasopisma „Anise” (1996–97, 2001–03) i „Phryné” (1995). Erotyczny magazyn dla lesbijek Carmilla opublikował antologię lesbijskiej mangi zatytułowaną Girl’s Only. Dodatkowo, „Mist” (1996–99), kobiecy magazyn mangowy, zawierał lesbijskie mangi o charakterze jednoznacznie seksualnym, które były częścią sekcji poświęconej homoseksualnym kobietom.
Pierwszym magazynem poświęconym wyłącznie tematyce yuri był wydawany przez Sun Magazine kwartalnik „Yuri Shimai”, który ukazywał się od czerwca 2003 do listopada 2004 i liczył tylko pięć numerów. W lipcu 2005 wydawnictwo Ichijinsha uruchomiło magazyn „Comic Yuri Hime”, który stał się bezpośrednim następcą „Yuri Shimai” i zawierał mangi wielu autorów pierwotnie w nim działających. Podobnie jak jego poprzednik, magazyn „Comic Yuri Hime” był również wydawany kwartalnie, jednakże w styczniu 2011 został przekształcony w dwumiesięcznik wydawany w miesiące nieparzyste, a w grudniu 2016 stał się miesięcznikiem. W czerwcu 2007 wydawnictwo Ichijinsha rozpoczęło publikację „Comic Yuri Hime S”, siostrzanego magazynu „Comic Yuri Hime”, który ukazywał się co kwartał. W przeciwieństwie do „Yuri Shimai” i „Comic Yuri Hime”, „Comic Yuri Hime S” był skierowany do męskiej publiczności, jednak w 2010 roku został połączony z „Comic Yuri Hime”. W lipcu 2008 wydawnictwo Ichijinsha zaczęło publikować adaptacje light novel powstałe na podstawie mang wydawanych w „Comic Yuri Hime”, a także oryginalne powieści yuri w ramach swojego imprintu Ichijinsha Bunko Iris, skupiającego się na literaturze dla dziewcząt.
Dzięki sukcesowi „Comic Yuri Hime” powstało wiele innych antologii yuri, takich jak Yuri Koi Girls Love Story, Hirari, Mebae,Yuri Drill, Yuri + Kanojo, i Eclair. Między lutym 2009 a grudniem 2012 roku wydawnictwo Hōbunsha również publikowało swoje czasopismo, poświęcone tematyce yuri, o nazwie „Tsubomi”, które doczekało się łącznie 21 numerów. W 2017 roku w ramach kampanii crowdfundingowej wystartował niezależny magazyn „Galette”.

### Poza Japonią
Pierwszą firmą, która wydała mangę o tematyce lesbijskiej w Ameryce Północnej było wydawnicze ramię Yuriconu – ALC Publishing. Ich publikacje obejmują Rica ’tte kanji!? (1995–1996) autorstwa Riki Takashimy i ich coroczną antologię mang yuri Yuri monogatari. Obie te mangi zostały po raz pierwszy opublikowane w 2003 roku. Ta ostatnia zbiera opowiadania amerykańskich, europejskich i japońskich twórców, w tym Akiko Morishimy, Althei Keaton, Kristiny Kolhi, Tomomi Nakasory i Eriko Tadeno. Prace te wahają się od historii fantasy do bardziej realistycznych opowieści poruszających tematy takie jak coming out i orientacja seksualna.
Innym wydawcą publikującym mangi z gatunku yuri jest Seven Seas Entertainment, z siedzibą w Los Angeles, które opublikowało angielskie przekłady kilku znanych tytułów, w tym Kashimashi: Girl Meets Girl (2004–2007) i Strawberry Panic! (2003–2007). 24 października 2006 roku Seven Seas ogłosiło uruchomienie nowej linii mang yuri, obejmującej tytuły takie jak Strawberry Panic!, Saigo no seifuku (2004–2006), a także mangi wydawane w „Comic Yuri Hime”, takie jak Voiceful (2004–2006) i Hatsukoi shimai (2003–2008). W latach 2011–2013 nieistniejąca już firma JManga wydała kilka tytułów yuri poprzez swoją cyfrową platformę subskrypcyjną, przed zakończeniem usługi 13 marca 2013. W 2017 roku wydawnictwa Viz Media i Yen Press również rozpoczęły publikację mang yuri, a w 2018 roku dołączyło do nich Tokyopop. W 2019 roku wydawnictwo Kodansha Comics ogłosiło plany wydawania zarówno mang yuri, jak i yaoi, a Digital Manga uruchomiło nowy imprint specjalizujący się w mangach yuri-dōjin.
Wraz z rosnącą popularnością yuri poza Japonią, niektórzy artyści zaczęli tworzyć anglojęzyczne mangi, które były oznaczone jako yuri lub zawierające elementy tego gatunku. Wczesne przykłady takich mang to Steady Beat (2003) autorstwa Rivkah LaFille i 12 Days (2006) autorstwa June Kim. Ponadto, coraz więcej anglojęzycznych powieści wizualnych i gier indie zaczęło reklamować się jako gry yuri. Pomógł w tym Yuri Game Jam, założony w 2015 roku game jam, który odbywa się co roku.
W połowie lat 2010, gry komputerowe o tematyce yuri zaczęły być oficjalnie tłumaczone na język angielski. W 2015 roku MangaGamer zapowiedziało wydanie powieści wizualnej Sono hanabira ni kuchizuke o. Było to pierwsze oficjalne tłumaczenie gry yuri na język angielski. W 2016 roku firma wydała grę zatytułowaną Okujō no yurirei-san, która była jedną z pierwszych powieści wizualnych dla dorosłych wydanych bez cenzury na platformie Steam.
Pierwszym tytułem yuri wydanym w Polsce była manga Chirality autorstwa Satoshiego Urushihary, która ukazała się w 2003 roku nakładem wydawnictwa Japonica Polonica Fantastica. W 2007 roku swoją ofertę o ten gatunek poszerzyło także wydawnictwo Waneko, wydając serię Rewolucjonistka Utena, a od 2014 roku mangi yuri wydaje także Studio JG. Na przełomie lat 2010. i 2020. w kraju nastąpił wzrost zainteresowania gatunkiem, co skłoniło wydawnictwa do poszerzenia oferty i wydania między innymi tytułów takich jak Citrus, Gdy zakwitnie w nas miłość, Moje lesbijskie doświadczenia w walce z samotnością i Jak tropikalna rybka tęskniąca za śniegiem.

## Analiza

### Demografia
Chociaż yuri wywodzi się z utworów skierowanych do kobiet (shōjo, josei), z czasem gatunek ten ewoluował i zaczęto publikować również prace skierowane do męskiej publiczności. Podjęto różne badania w celu zbadania demografii fandomu yuri.

#### Badania wydawnicze
Pierwszym magazynem, który zbadał demografię swoich czytelników był „Yuri Shimai” (2003–2004), który oszacował udział kobiet na prawie 70%, oraz że większość z nich to nastolatki lub kobiety po trzydziestce, które już wcześniej interesowały się mangami shōjo i yaoi. W 2008 roku wydawnictwo Ichijinsha przeprowadziło badania demograficzne dla swoich dwóch magazynów „Comic Yuri Hime” i „Comic Yuri Hime S”, z których pierwszy był skierowany do kobiet, a drugi do mężczyzn. Z badania wynika, że kobiety stanowiły 73% czytelników „Comic Yuri Hime”, podczas gdy w przypadku „Comic Yuri Hime S” mężczyźni stanowili 62%. Wydawca zauważył jednak, że czytelnicy tego drugiego magazynu mieli również tendencję do czytania pierwszego, co doprowadziło do ich połączenia w 2010 roku. Jeśli chodzi o wiek kobiet dla „Comic Yuri Hime”, 27% z nich miało mniej niż 20 lat, 27% miało od 20 do 24 lat, 23% od 25 do 29 lat, a 23% powyżej 30 lat. W 2017 roku stosunek czytelników płci męskiej do płci żeńskiej wynosił 6:4, co było częściowo wynikiem fuzji „Comic Yuri Hime S” oraz przyciągnięcia licznej grupy męskich czytelników poprzez serię YuruYuri.

#### Badania akademickie
Między wrześniem a październikiem 2011 roku Verena Maser przeprowadziła badanie demografii japońskiego fandomu yuri. Badanie to, zorientowane głównie na społeczność Yuri Komyu! i portal społecznościowy Mixi, otrzymało łącznie 1 352 ważnych odpowiedzi. Stwierdzono, że 52,4% respondentów to kobiety, 46,1% to mężczyźni, a 1,6% nie identyfikowało się z żadną z płci. Zapytano również o seksualność uczestników, dzieląc ją na dwie kategorie: „heteroseksualna” i „nieheteroseksualna”. Wyniki przedstawiały się następująco: 30% stanowiły nieheteroseksualne kobiety, 15,2% – heteroseksualne kobiety, 4,7% – nieheteroseksualni mężczyźni, 39,5% – heteroseksualni mężczyźni, a 1,2% zidentyfikowało się jako „inni”. Jeśli chodzi o wiek, 69% badanych miało od 16 do 25 lat. Badanie Maser potwierdziło pogląd, że fandom yuri jest podzielony mniej więcej równo między mężczyzn i kobiety, jak również podkreśliło różnorodność seksualności w jego obrębie.

### Związek z lesbijstwem

#### Związek semantyczny
Podczas gdy na Zachodzie termin yuri jest synonimem lesbijstwa, w Japonii związek między tymi terminami jest bardziej subtelny. Yuri było silnie związane z lesbijstwem w Japonii w latach 70. i 80. ubiegłego wieku, jednak z czasem korelacja między tymi terminami osłabła. Chociaż japońscy fani, dziennikarze i wydawcy uznają, że yuri i lesbijstwo mają wspólne cechy, terminy te są często używane oddzielnie, a redaktor „Comic Yuri Hime”, Seitarō Nakamura, stwierdził, że „ogólnie rzecz biorąc, yuri nie jest o lesbijkach w związku cielesnym”. Japońskie magazyny lesbijskie i queerowe w latach 90. często sprzeciwiały się łączeniu yuri z lesbijstwem, prawdopodobnie z powodu jego wcześniejszej konotacji z pornografią zorientowaną na mężczyzn.
W swojej analizie listów opublikowanych w magazynie „Comic Yuri Hime” Nagaike zauważyła, że wiele czytelniczek magazynu identyfikuje się jako heteroseksualne, stwierdzając, że yuri jest bardziej zbliżone do homospołeczności niż do homoseksualności, nawet jeśli te dwa pojęcia nie wykluczają się wzajemnie . Maser analizuje sprzeczne źródła i dochodzi do wniosku, że „granica między yuri a lesbijką/homoseksualnością jest... zamazana”. Zauważa też, że w jej źródłach „termin rezubian jest używany w wielu przypadkach, ale że prawie nigdy nie jest jasno powiedziane, do czego dokładnie się odnosi”.

#### Związek społeczno-polityczny
Nagaike twierdzi, że yuri jest produktem ubocznym shōjo kyōdōtai (jap. 少女 共同体, dosł. „społeczność dziewcząt”), która powstała w przedwojennych szkołach dla dziewcząt w Japonii. Odizolowane od wpływu patriarchatu, dorastające dziewczęta stworzyły „kulturę shōjo”, która wykorzystywała literaturę klasy S do rozpowszechniania i dzielenia się homospołecznymi kodami kulturowymi. Choć kultura ta była ważna w kontekście kształtowania się postaw dziewcząt dotyczących kobiecości i niezależności, ostatecznie okazywała się ulotna, ponieważ po opuszczeniu dziewczęcego środowiska szkolnego dziewczęta zaczęły podlegać patriarchalnym oczekiwaniom odnośnie małżeństwa i rodziny .
W okresie powojennym koedukacja stała się bardziej powszechna, w wyniku czego literatura klasy S zaczęła tracić na popularności jako środek propagowania więzi homospołecznych, a głównymi sposobami krytyki patriarchatu i przeciwstawiania się mu w literaturze przez kobiety stały się cross-dressing oraz yaoi. Pojawienie się yuri umożliwiło powrót gatunku klasy S i związanej z nim homospołeczności, która obejmuje również homoseksualizm . Nagaike twierdzi, że yuri nie jest zgodne z polityczną wizją lesbijstwa głoszoną przez filozofów takich jak Monique Wittig, która postrzega lesbijstwo jako obalające „polityczną i socjologiczną interpretację kobiecej tożsamości”, ale raczej jest bliższe wizji Adrienne Rich o „lesbijskim kontinuum”, które dąży do obalenia obowiązkowej heteroseksualności .